# Mughiphantes restrictus
Mughiphantes restrictus Tanasevič & Saaristo, 2006 è un ragno appartenente alla famiglia Linyphiidae.

## Etimologia
Il nome proprio della specie deriva dal latino restrictus, cioè stretto, ristretto e si riferisce alla forma stretta e sottile della caratteristica lamella posta sul cymbium

## Caratteristiche
L'esemplare maschile ha lunghezza totale 2,10 mm; il cefalotorace è lungo 1,15 mm x 0,88 mm.

## Distribuzione
La specie è stata rinvenuta nel Nepal: l'olotipo maschile è stato reperito sui pascoli a 4400 metri di altitudine, nei pressi di Pomri La, nel distretto di Sankhuwasabha; buona parte dei paratipi femminili sono stati rinvenuti nella zona compresa fra Thudam e Gabri Khola, oltre i 4000 metri di altezza, nel distretto di Sankhuwasabha

## Tassonomia
Al 2013 non sono note sottospecie e non sono stati esaminati nuovi esemplari dal 2006.